# 毛馬橋

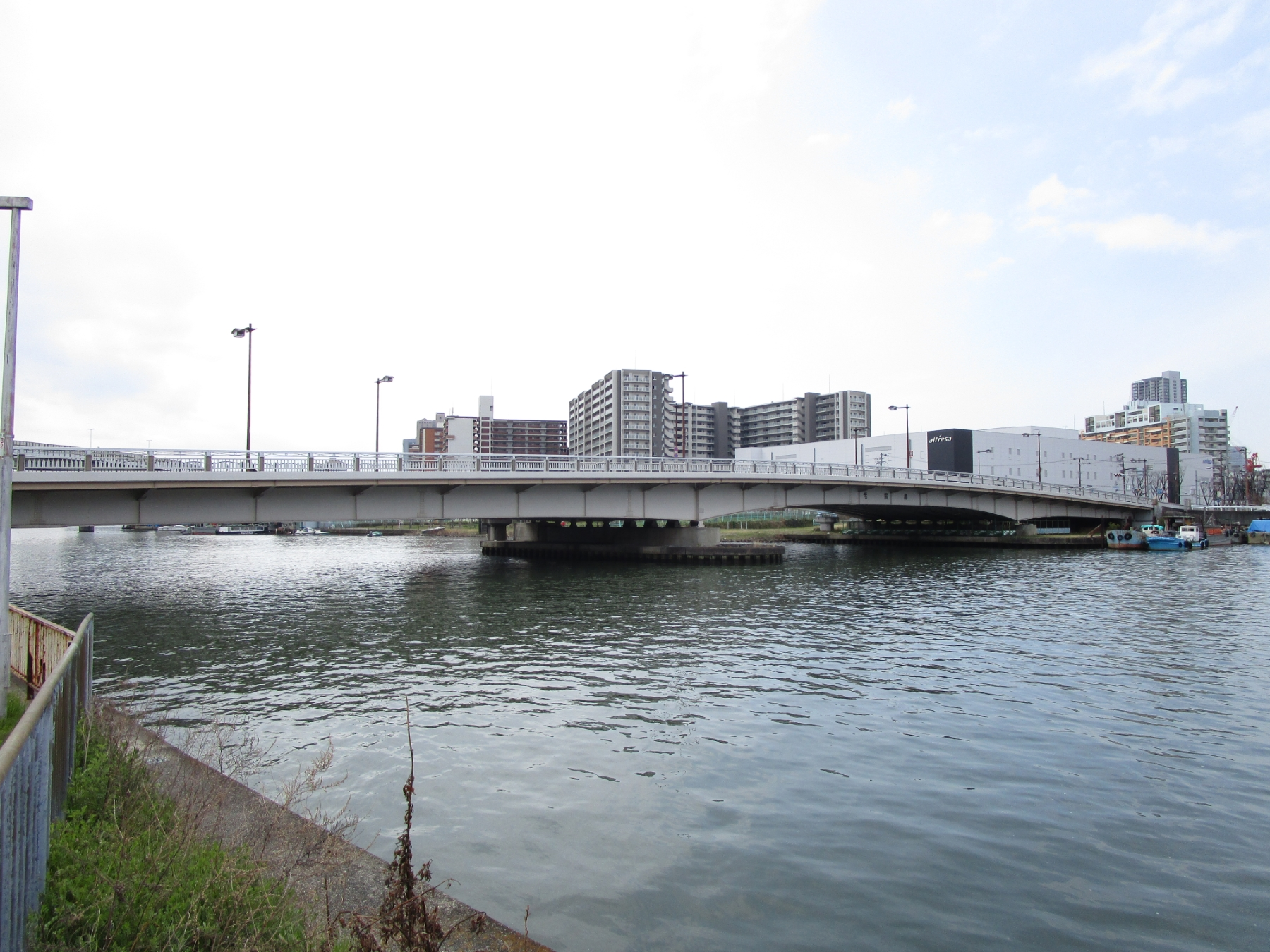
毛馬橋

毛馬橋（けまばし）は、大阪市北区と都島区を結ぶ大川に架かる城北公園通の桁橋。
最初の橋は、幅員3.6mの木橋として大正3年（1914年）に架けられた。その後、昭和36年（1961年）に幅員8mの連続合成桁橋に架け替えられた。
昭和54年（1979年）に、現在の25m幅の橋に拡幅されている。

## 概要

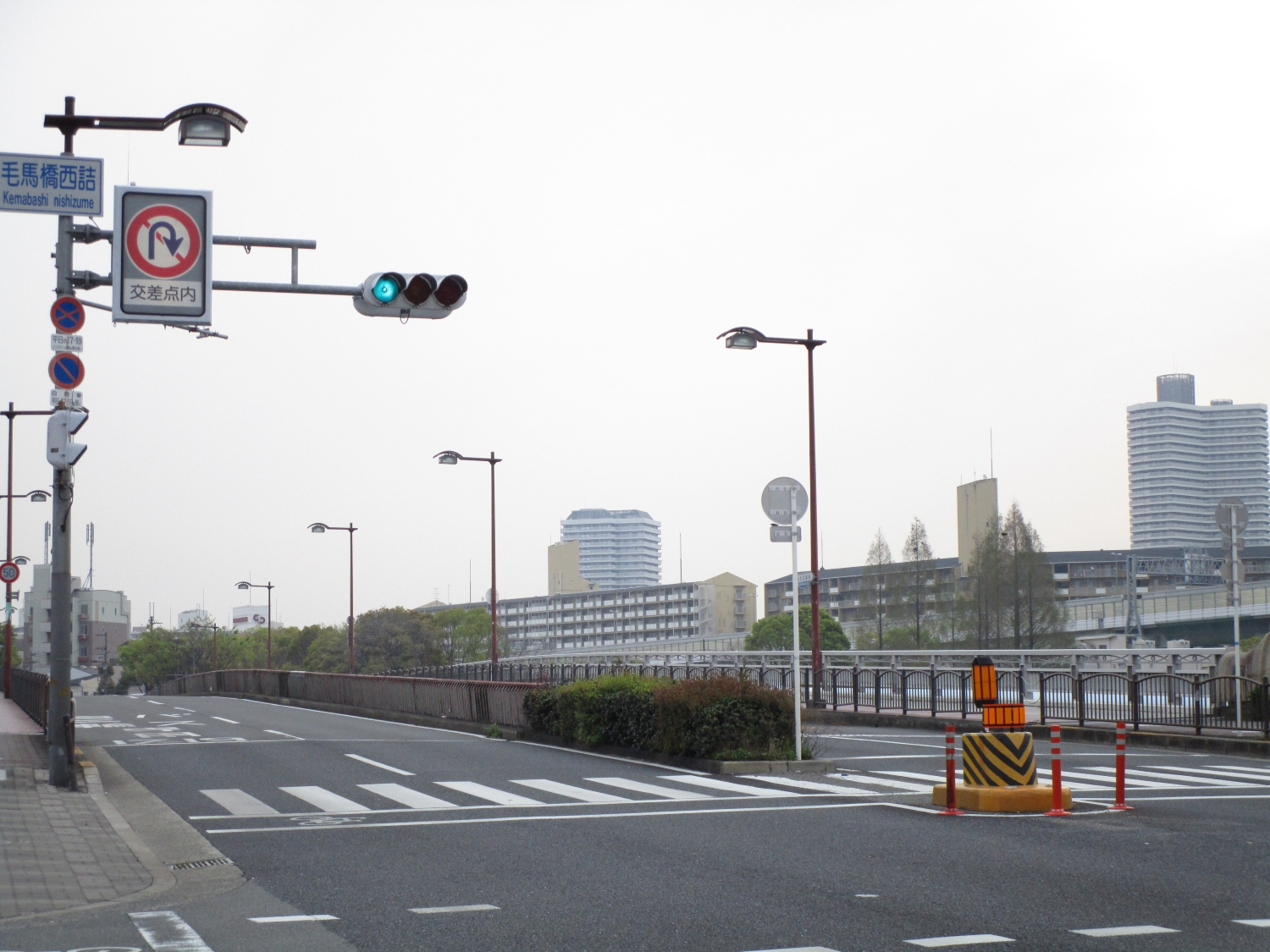
毛馬橋西詰交差点より

- 形式　桁橋（連続桁）
- 橋長　150m
- 幅員　25m
- 完成　昭和36年（1961年）
- 拡幅　昭和54年（1979年）

## アクセス
- Osaka Metro 天神橋筋六丁目駅からおよそ1,100m。
- 大阪シティバスにて毛馬橋下車。